# Donatyre
Donatyre is een plaats en voormalige gemeente in het Zwitserse kanton Vaud, en maakt deel uit van het district Broye-Vully.
Op 1 juli 2006 werd Donatyre aan de veel grotere aangrenzende gemeente Avenches toegevoegd.
- Historisch woordenboek van Zwitserland: 002314